# Número de Abbe
En física, y más concretamente, en óptica, el número de Abbe de un material transparente es una cantidad adimensional que surge al comparar el índice de refracción del material a distintas longitudes de onda.

## Etimología
Recibe este nombre en honor del físico alemán Ernst Abbe (1840–1905) que lo definió.

## Descripción
En concreto, el número de Abbe, V, de un material se define como:
| Símbolo               | Nombre                                           |
| --------------------- | ------------------------------------------------ |
| {\displaystyle V}     | Número de Abbe                                   |
| {\displaystyle n_{D}} | Índice de refracción en la línea D del sodio     |
| {\displaystyle n_{F}} | Índice de refracción en la línea F del hidrógeno |
| {\displaystyle n_{C}} | Índice de refracción en la línea C del hidrógeno |

donde nD, nF y nC son los índices de refracción del material a las longitudes de onda correspondientes a las líneas de Fraunhofer D-, F- y C- (587.6 nm, 486.1 nm y 656.3 nm respectivamente).

## Uso

### Clasificación de materiales transparentes

Un diagrama de Abbe.

Los números de Abbe se usan para clasificar vidrios y otros tipos de materiales transparentes: materiales con baja dispersión tendrán un número de Abbe grande; cuanto mayor sea el número de Abbe, mejor será la calidad de la lente. Una buena lente suele corresponder a valores de V superiores a 40. Valores más bajos, en torno a 20 corresponden a vidrios flint muy densos, y alrededor de 30 a policarbonato. Por tipos de vidrio, el vidrio flint tiene valores de V< 50, mientras que para el vidrio crown V >50. 
La clasificación de los materiales se realiza por medio de un diagrama de Abbe, en que cada 
material viene representado por un punto de una gráfica del número de Abbe frente al índice de refracción.